# Tokyo Metropolitan Gymnasium

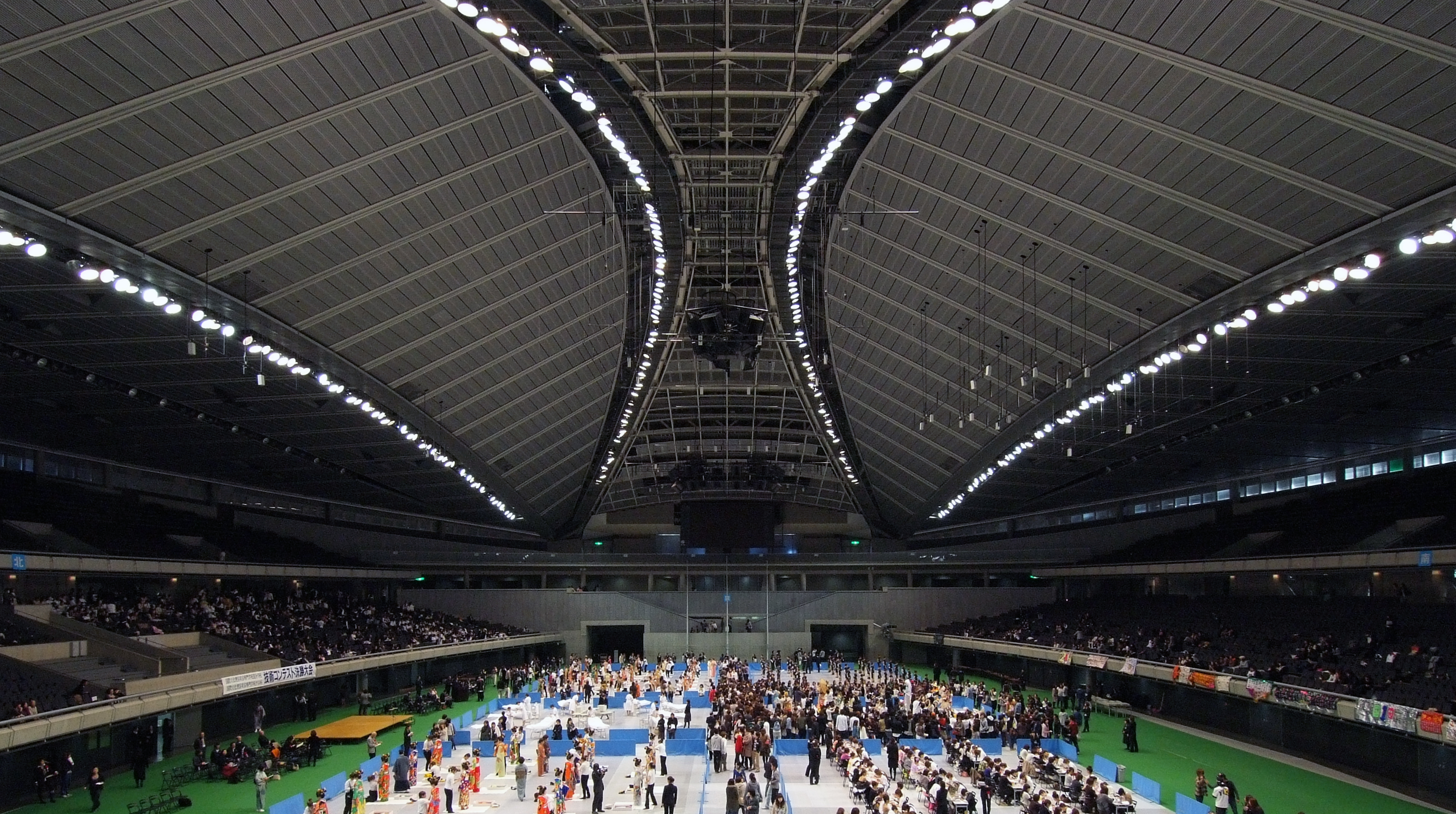
Budynek głównej areny Tokyo Metropolitan Gymnasium

Tokyo Metropolitan Gymnasium (jap. 東京体育館 Tōkyō Taiikukan) – kompleks sportowy w dzielnicy Shibuya, w Tokio.

## Historia
W lutym 1953 władze Tokio zapowiedziały budowę kompleksu sportowego w dzielnicy Shibuya. Ukończono ją w kwietniu 1954, koszt wyniósł 350 mln jenów. W dniach 24 maja – 1 czerwca 1958 w tym budynku odbywały się Igrzyska Azjatyckie. W 1964 roku Tokyo Metropolitan Gymnasium było wykorzystywane podczas igrzysk olimpijskich w Tokio jako miejsce zawodów w gimnastyce, a basen do gry w piłkę wodną.
Kompleks został zamknięty tymczasowo w grudniu 1986 na czas kompletnej renowacji, którą ukończono w lutym 1990, natomiast ponowne otwarcie nastąpiło w kwietniu tego samego roku. Nowy budynek powstał według projektu architekta Fumihiko Tsuji.
W styczniu 2002 liczba odwiedzających od momentu ponownego otwarcia przekroczyła 15 mln osób. W czerwcu 2006 obiekty zostały odnowione przy jednoczesnym utrzymaniu istniejących opłat. Renowacje objęły instalację studiów, remont szatni, instalację foteli do masażu i instalację wanien w łazience.
Ze względu na starzenie się budynku, w lipcu 2012 zapadła decyzja o przeprowadzeniu kolejnych, kompletnych renowacji, które ukończono i otwarto 1 kwietnia 2013. Na nowo odnowionym budynku, 24 marca zorganizowano Tokyo Sports Dream 2013. Na czas renowacji główne wydarzenia odbywały się w innych budynkach kompleksu.
Od lipca 2018 do stycznia 2020 trwały renowacje w związku z igrzyskami olimpijskimi w 2020, na których Tokyo Metropolitan Gymnasium będzie wykorzystywane jako miejsce zawodów tenisa stołowego.